# Lunenburg (Virginia)
Lunenburg es un lugar designado por el censo situado en el condado de Lunenburg, Virginia  (Estados Unidos). Según el censo de 2010 tenía una población de 165 habitantes.

## Demografía
Según el censo de 2010, Lunenburg tenía una población en la que el 72,1% eran blancos; el 23,6% afroamericanos; el 0,6% eran indios americanos y nativos de Alaska; el 0,0% eran asiáticos; el 0,0% hawaianos y otros isleños del Pacífico; el 0,0% de otra raza, y el 3,6% a partir de dos o más razas. El 1,2% del total de la población eran hispanos o latinos de cualquier raza.